# 18e régiment de tirailleurs sénégalais
Le 18e régiment de tirailleurs sénégalais (18e RTS) est un régiment français. Formé en 1919, il est stationné au protectorat français de Tunisie. Il combat en France pendant la Seconde Guerre mondiale, à l'issue de laquelle il est dissout.

## Création et différentes dénominations
- 1919: création du 18e régiment sénégalais
- 1920: renommé 18e régiment de tirailleurs sénégalais
- 1923: renommé 18e régiment de tirailleurs coloniaux (18e RTC)
- 1926: redevient 18e régiment de tirailleurs sénégalais
- 1940 : dissolution
- 1943 : nouvelle création du 18e RTS
- 1945: le 30 juin donne naissance au 43e régiment d'infanterie coloniale, le 18e RTS est recréé le lendemain
- 1946 : dissous

## Chefs de corps
- v.1922 : lieutenant-colonel Quinque

- 1926 : lieutenant-colonel Savin
- v.1930 : colonel Dhomme
- 1932 : colonel Carlès
- 1936 : colonel Husson
- 1937 : colonel Pellet
- 1938 : colonel Labonne
- 1944 : colonel Voillemin[1]

## Historique des garnisons, combats et batailles du18eRTS

### Entre-deux-guerres

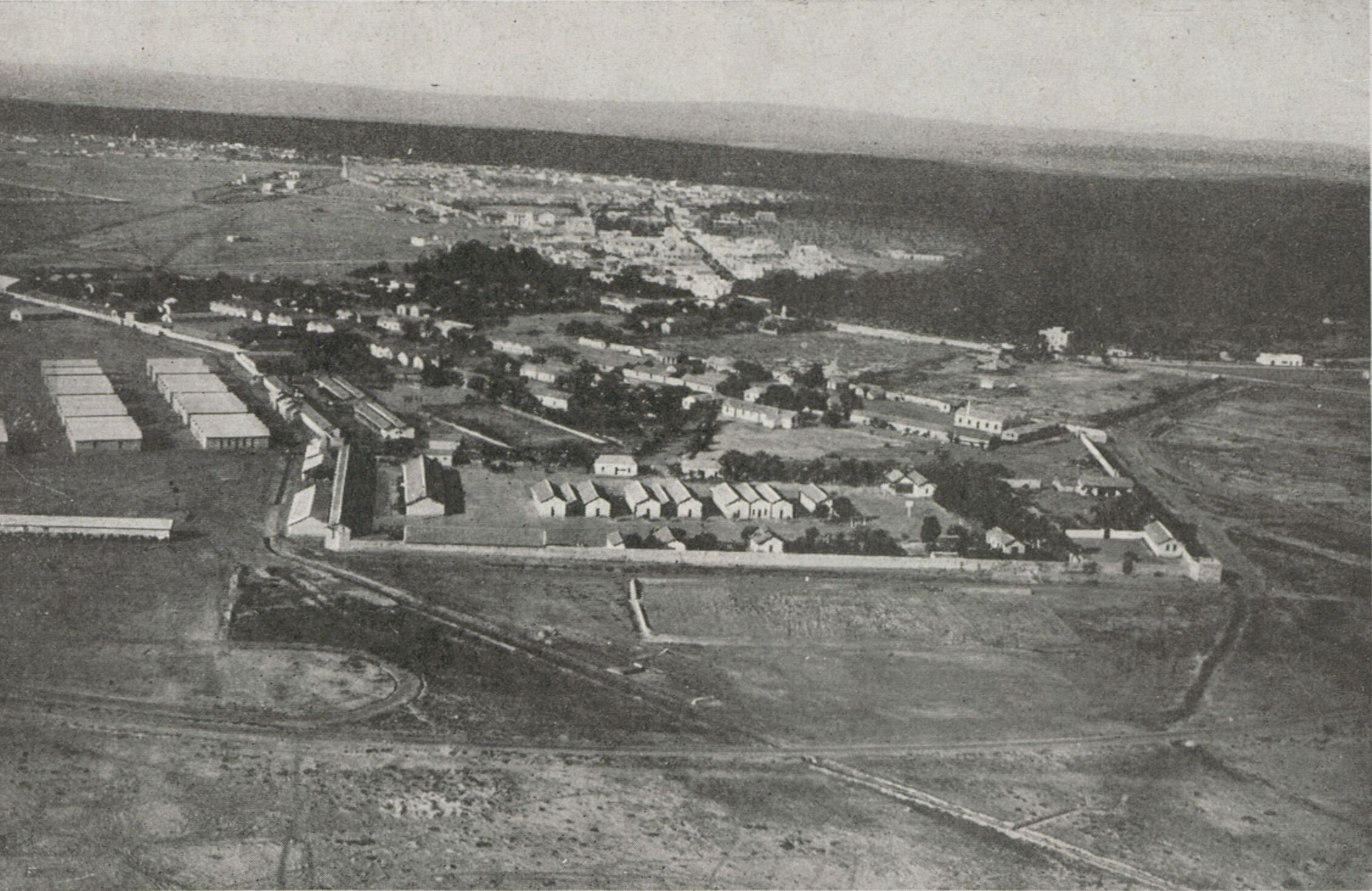
Caserne du à Gabès, 1929.

Le régiment est créé à Saintes, Rochefort et La Rochelle le 1er juillet 1920 à partir du 18e régiment sénégalais (formé le 1er avril 1919 à Rufisque au Sénégal),. Il reçoit son drapeau le 14 juillet 1920 à Paris. Il débarque en septembre en Tunisie, où il tient garnison dans les confins sahariens au sud, à Gabès, Sfax, Médenine, Ben Gardane et Foum Tataouine.
Du 1er mai 1923 au 22 février 1926 il est renommé 18e régiment de tirailleurs coloniaux.
Le 1er bataillon du régiment est engagé dans la guerre du Rif à l'été 1925. Le régiment reste en Tunisie (Gabès et d'autres garnisons) dans les années 1920 et 1930,,.

### Seconde Guerre mondiale
Il est rattaché en 1939 à la division de Sousse, qui devient après mobilisation la 88e division d'infanterie d'Afrique. Il reste en Tunisie et est dissous à l'été 1940,.

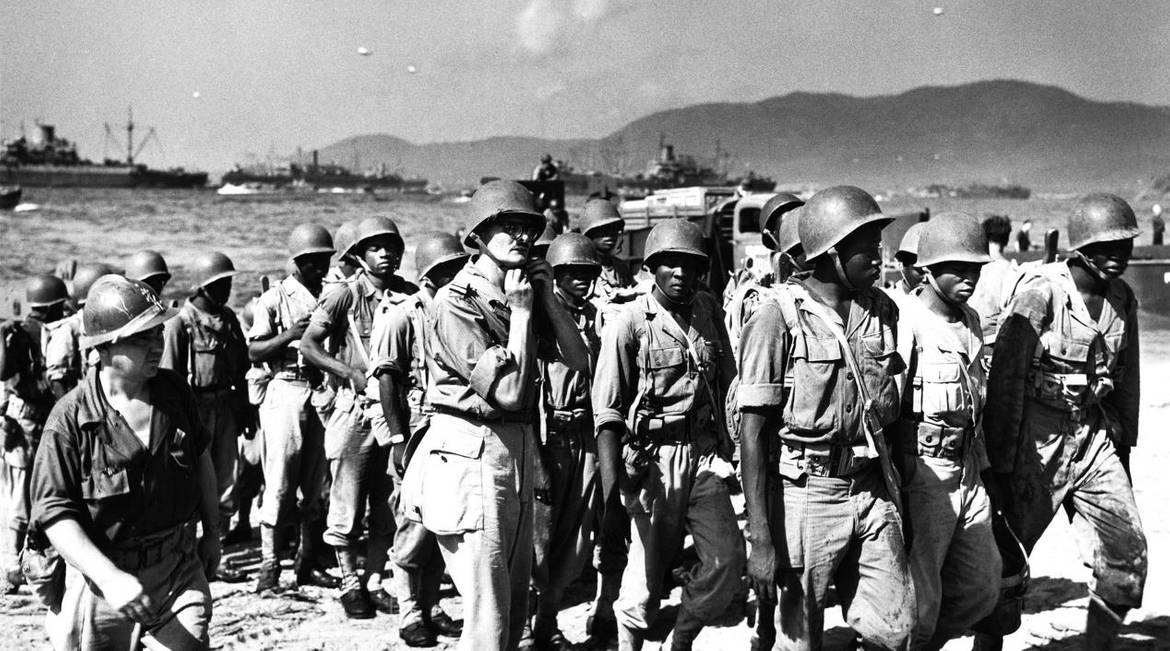
Une section du sur la plage de Cavalaire le 18 août 1944.

Reformé à Dakar le 1er juin 1943, il est destiné à rejoindre la 10e division d'infanterie coloniale en formation. Cette dernière est finalement dissoute en janvier 1944 et sa création interrompue. Le régiment forme provisoirement une brigade coloniale avec le 16e RTS puis rejoint la Corse. Deux compagnies sont dissoutes pour combler les pertes des unités engagées dans l'invasion de l'île d'Elbe.
En août 1944, il participe aux libérations de Toulon et Marseille. Le 2e bataillon attaque les îles d'Hyères et la presqu'île de Giens, où la 5e compagnie débarque le 23 août.

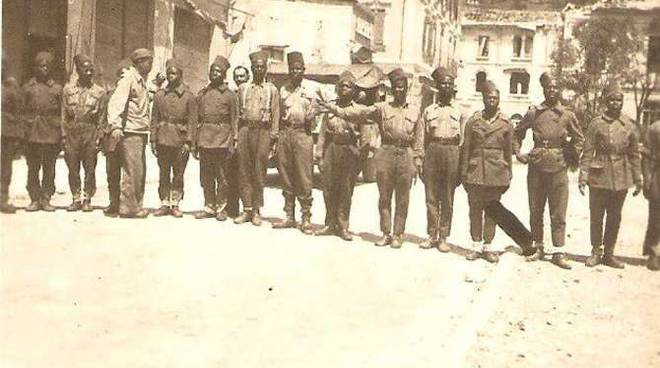
Tirailleurs du à Vintimille vers mai 1945.

Il est renforcé pendant l'hiver par les tirailleurs qui quittent les unités blanchies dans le Nord-Est de la France. Ces derniers ont laissé leur équipement sur place aux unités européennes et n'ont généralement pas perçu de nouveau matériel. Il est rattaché à la 1re division coloniale d'Extrême-Orient mais renforce à partir du 7 avril 1945 la 1re division de marche d'infanterie (nouveau nom officiel de la 1re division française libre) pendant l'offensive française dans la vallée de la Roya,.

### Après 1945
Il donne naissance au 43e régiment d'infanterie coloniale le 1er juillet 1945, à partir de ses cadres européens. Ses soldats africains rejoignent le même jour un nouveau 18e RTS, qui s'installe à Montpellier et Perpignan et est rattaché à la 2e division d'infanterie coloniale (puis groupement colonial no 2). Il est dissous le 15 février 1946 pour former le 17e groupement de compagnies sénégalaises de garde de prisonniers de guerre de l'Axe.

## Drapeau du régiment
Son drapeau ne porte aucune inscription.

## Décorations
Le régiment porte la fourragère aux couleurs de la croix de guerre 1914-1918 gagnée par le 18e bataillon de tirailleurs sénégalais pendant la Première Guerre mondiale.

## Insigne
Palmier et koubba dans un croissant, fermé par une étoile à cinq branches et broché d’une ancre, chargée d’un écusson bleu portant deux soutaches et l'inscription 18 RTS. Cet insigne est fabriqué en 1939 et homologué en 1945.

## Personnalités ayant servi au18erégimentde tirailleurs sénégalais
- Louis Le Bastard (1906-1945), Compagnon de la Libération[18]
- Paul Gauffre (1910-1944), Compagnon de la Libération[19].
- Alioune Fall (1921-2019)[20]